# Dizy, Vaud
Dizy är en ort och kommun i distriktet Morges i kantonen Vaud, Schweiz. Kommunen har 237 invånare (2023).